# Costin Lazăr
Costin Lazăr (* 24. April 1981 in Bukarest) ist ein rumänischer ehemaliger Fußballspieler.

## Karriere
Lazăr begann seine Karriere bei Sportul Studențesc, wo er 1999 in die erste Mannschaft kam. Nach sieben Jahren bei den Studenten wechselte er 2006 zu Rapid Bukarest. Dort konnte er seine ersten Erfolge verbuchen. Lazăr wurde mit dem Team 2007 und 2008 rumänischer Pokalsieger sowie 2007 Supercupsieger. Bei Rapid kam er auch zum ersten Mal auf internationaler Klubebene zum Einsatz.
Im Spiel gegen den Vertreter aus Portugal Nacional Funchal am 14. September 2006 spielte Lazăr durch. Das Spiel endete 1:0. In der Gruppenphase war für Rapid Endstation.
Im Sommer 2011 wechselte Lazăr zu PAOK Thessaloniki in die griechische Super League. Ab Sommer 2014 war er ein halbes Jahr ohne Verein, ehe ihn Ligakonkurrent Panetolikos verpflichtete. Dort kam er zunächst nur auf wenig Einsatzzeit. Erst in der Schlussphase der Saison 2014/15 kam er häufiger zum Zuge, verpasste mit seinem Klub jedoch die Teilnahme an den Play-offs. Im Sommer 2015 wechselte er innerhalb der Super League zu Iraklis Thessaloniki. Dort war er zu Beginn der Spielzeit 2015/16 Stammkraft im Mittelfeld, verletzte sich aber im Oktober 2015 und fiel den Rest der Saison aus. Anfang September 2016 verließ er Iraklis wieder, ohne dass er ein weiteres Spiel für den Verein bestritten hatte. Er kehrte nach Rumänien zurück, wo er beim FC Voluntari anheuerte. Dort erreichte er mit seiner Mannschaft den Pokalsieg 2017. 2019 wechselte er letztmals für seine Schwanensaison in die dritte Liga.

### Nationalmannschaft
Im Oktober 2005 wurde Lazăr von Nationaltrainer Victor Pițurcă erstmals in den Kreis der rumänischen Nationalmannschaft berufen. Er debütierte am 12. November 2005 im Freundschaftsspiel gegen die Elfenbeinküste, als er in der 55. Minute für Sorin Paraschiv eingewechselt wurde. Nach seinem Startelfdebüt vier Tage später gegen Nigeria wurde er ein Jahr lang nicht berücksichtigt, bevor er im Oktober 2006 zwar wieder im Kader stand, jedoch nicht zum Einsatz kam. Im August 2007 kam er im Freundschaftsspiel gegen die Türkei zu einem Kurzeinsatz, ehe er September 2008 erstmals in einem Pflichtspiel eingesetzt wurde.
Es folgten mehrere Berufungen im Jahr 2009, die lediglich zu zwei Einwechslungen führten, sowie zwei Nominierungen im Herbst 2010, ohne zum Einsatz zu kommen. Erst nachdem Răzvan Lucescu im Jahr 2011 wiederum durch Pițurcă abgelöst worden war, wurde Lazăr zum festen Bestandteil des Teams. Am 11. September 2012 konnte er beim 4:0-Erfolg gegen Andorra im Rahmen der WM-Qualifikation sein erstes Länderspieltor erzielen.
Nach 32 Spielen kam Lazăr am 4. Juni 2014 im Freundschaftsspiel gegen Algerien letztmals zum Einsatz.

## Erfolge
- Rumänischer Pokalsieger: 2007, 2017
- Rumänischer Supercupsieger: 2007, 2017
- Griechischer Vizemeister: 2013, 2014